# 开远长虹桥
开远长虹桥（哈尼语：Keil Yei Caq Haoq Qaoq，彝文：ꈁꑷꍤꉻꐇ），位于云南省红河哈尼族彝族自治州开远市乐白道街道楷甸村田房以东南盘江上的一座石拱桥，位于舊326国道线上，于1961年建成，为国家一级保护桥梁暨全国重点文物保护单位。

## 历史
开远市境内南盘江上最早的桥梁是始建于清光绪二十四年（1898年）的南盘江吊桥，又称铁索桥，由云南红顶商人王炽捐银修建，可以通行人马。1927年毁于土匪。
1944年抗日战争时期，为运输军需物资，在铁索桥旧址上修建了一座钢索柔性吊桥，跨度63.4米，载重10吨。
1949年第二次国共内战期间，国军为阻止解放军追击，将吊桥炸塌，次年再次修复。
二十世纪五、六十年代，开远成为云南省的工业重镇，铁索桥已无法满足日益增长的交通运输需要。于是在原铁索桥以北约2千米处新建一座单跨超过100米石拱桥。 工程于1960年3月开工，原预计当年年9月完成，向国庆献礼。然而在1960年9月25日下午4时45分时，正在建造的拱架因暴风雨影响由南向北发生坍塌，造成18人死亡、38人受伤。此次事故让工期往后延了一年，于1961年9月正式建成通车。因在建桥过程中，工人们曾提出“攻克难关献长虹”的口号，又因大桥雄伟壮观，气势形如江上临空飞架的彩虹，因此定名为“长虹桥”。长虹桥建成时是中国大陆地区单孔跨径最大的空腹式石拱桥，中国桥梁专家茅以升则认为长虹桥是当时世界上最长的独拱石桥。

## 大桥结构
开远长虹桥为敞肩单孔大跨径空腹式石拱桥，东西向跨跃南盘江。大桥全长171米，高30米，净宽8.5米，主孔跨径113米。主孔两边各设5孔副拱。大桥两侧石护栏西端的石柱上刻有“高山低头、河水让路”，东端刻有“繁荣经济、造福人民”的文字，具有鲜明的时代特征。

## 现状
1996年昆河二级公路建成通车，新公路在长虹桥以南原铁索桥处新建了南盘江大桥（今秀河线南盘江桥，即国道326），此后主要的交通运输任务由新桥承担。长虹桥现为县道138。1983年11月，长虹桥被公布为第一批开远市文物保护单位。2007年9月，长虹桥被公布为第五批红河州文物保护单位。2019年2月，长虹桥被云南省人民政府公布为第八批云南省文物保护单位，同年10月被中华人民共和国国务院公布为第八批全国重点文物保护单位。

## 图片

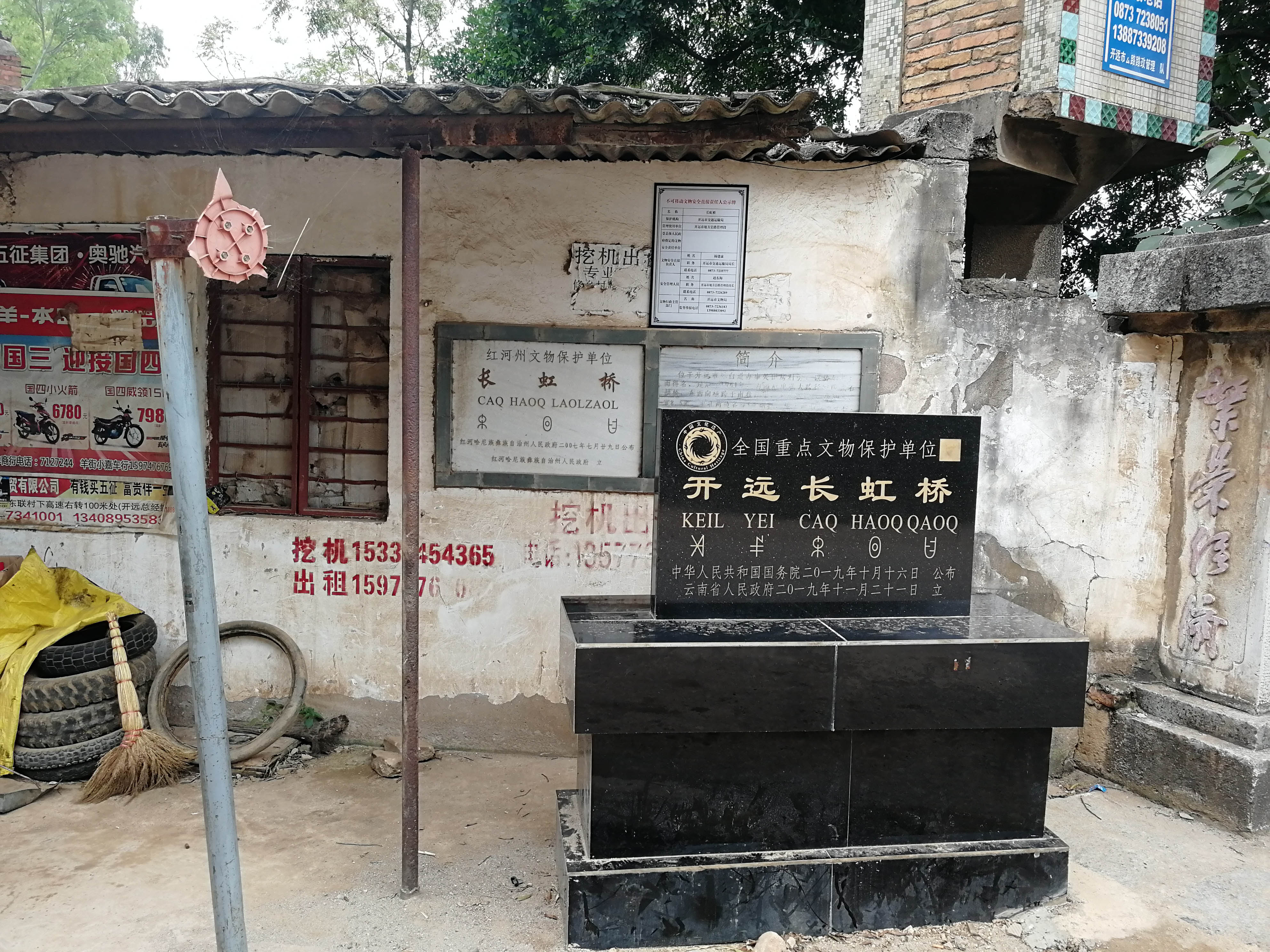
位于东端桥头的文保碑
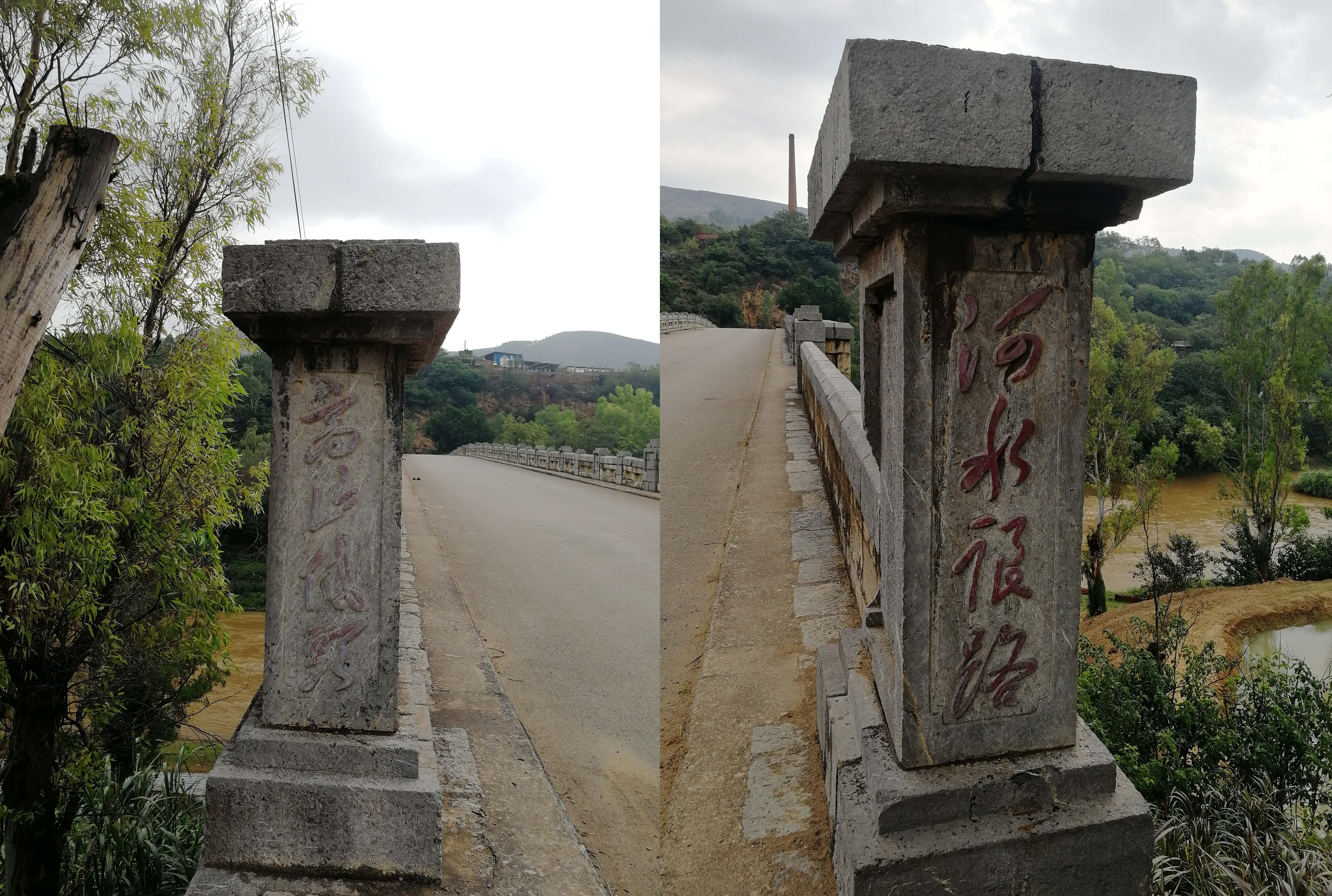
西端桥头石护栏上的“高山低头、河水让路”石刻
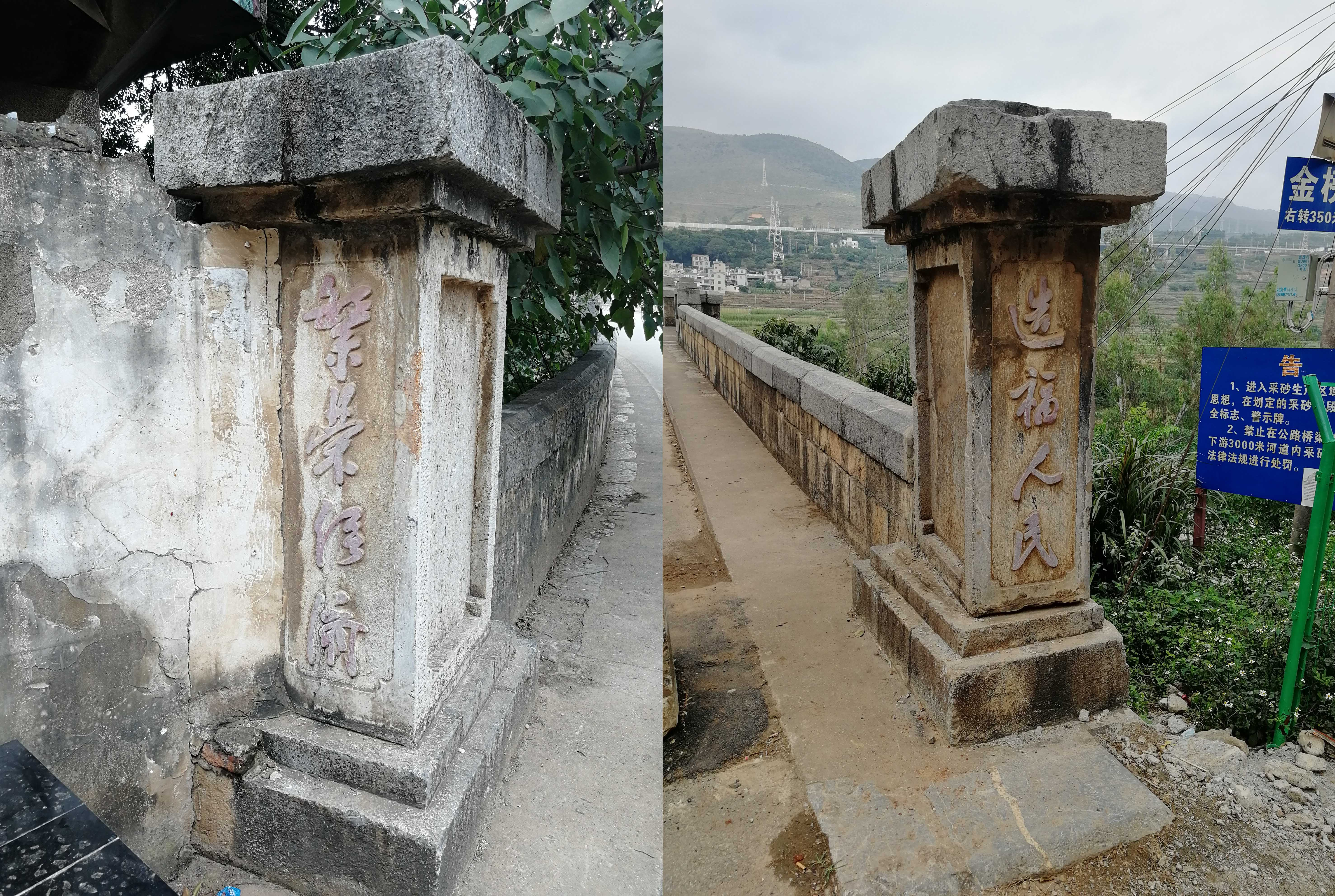
东端桥头石护栏上的“繁荣经济、造福人民”石刻
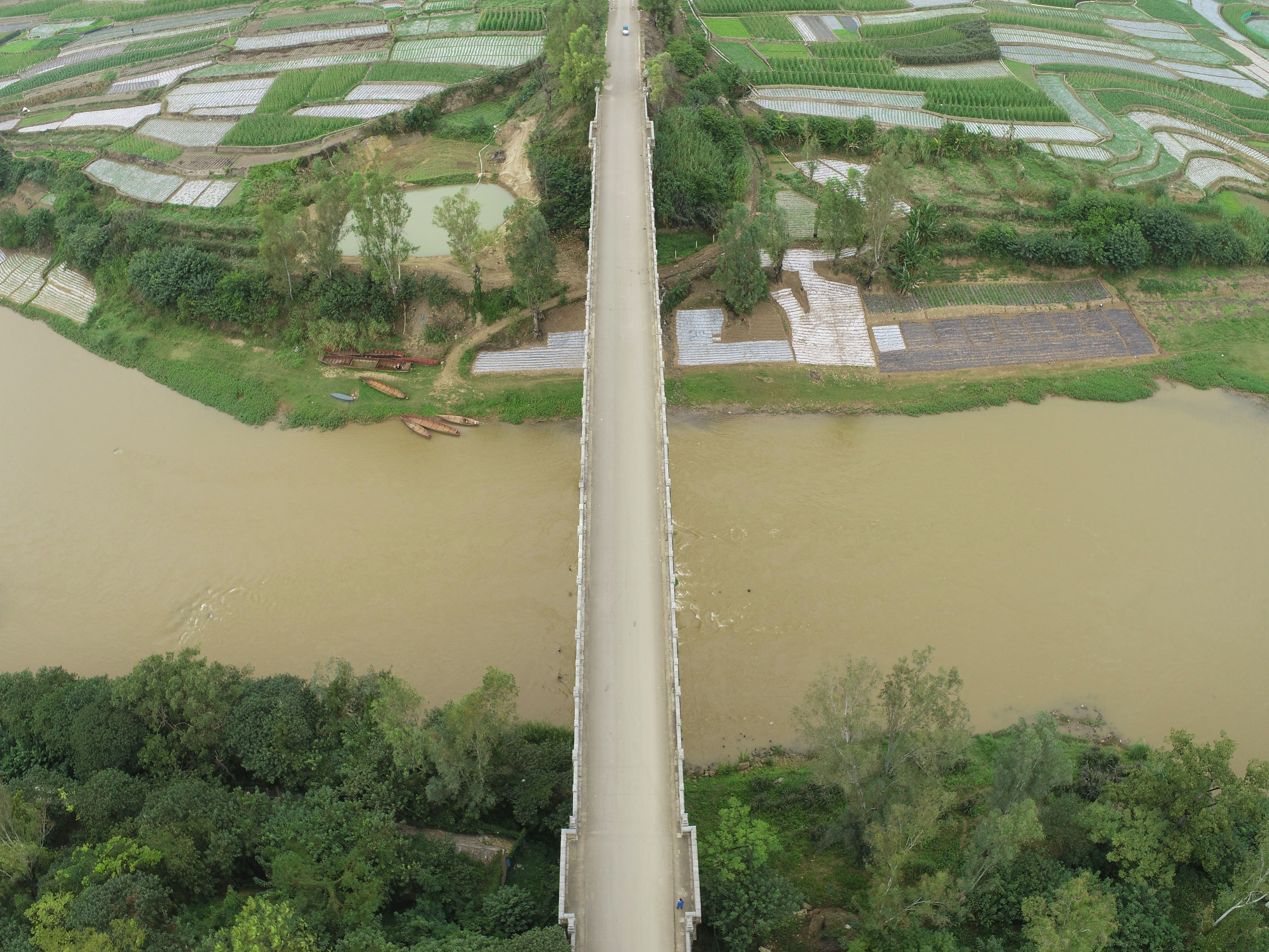
桥面俯瞰（下东上西）
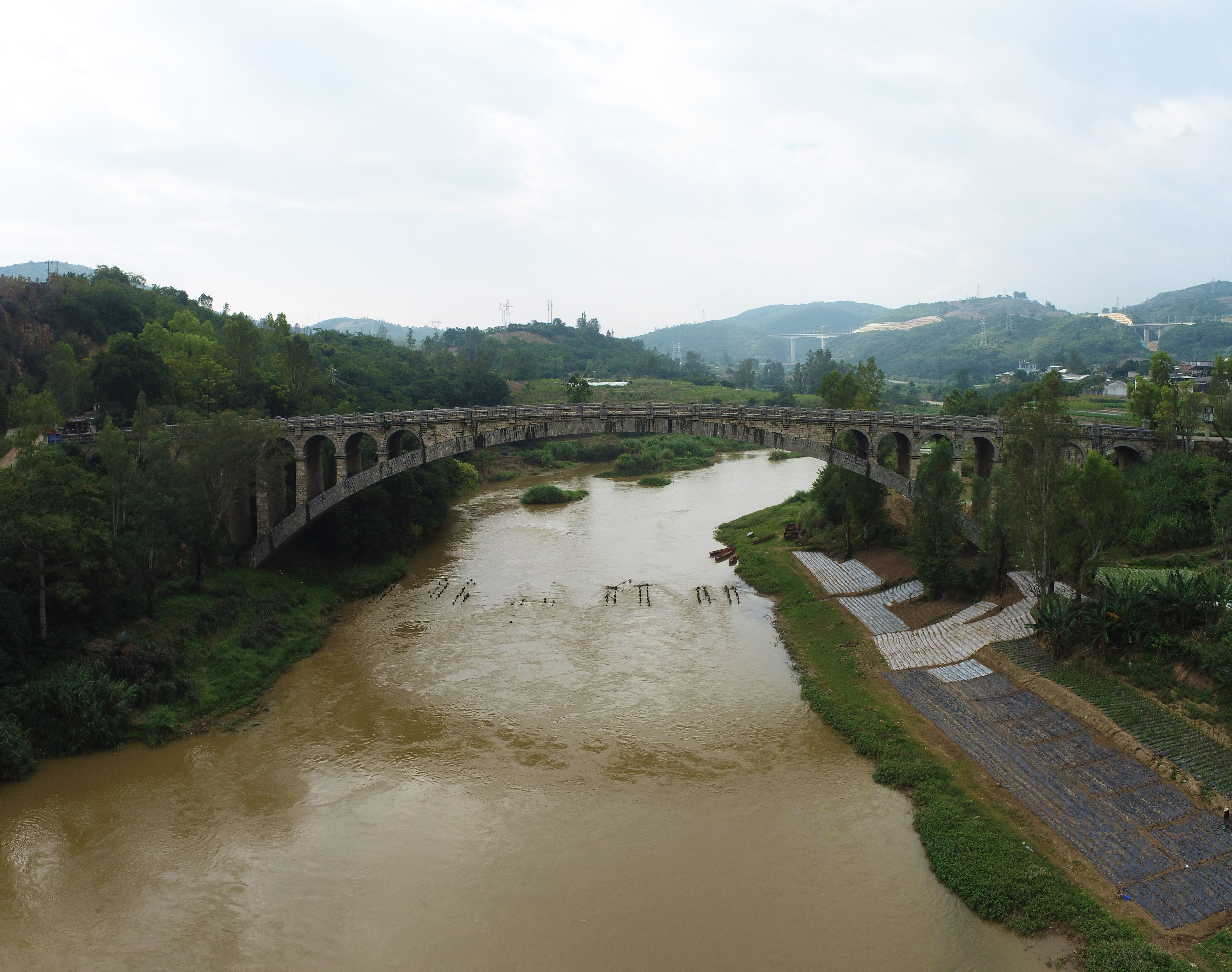
长虹桥北面（信息框配图为南面）